# Här hemma
Här Hemma er en sang af Errol Norstedt. Sangen kan findes på singlen "Tretton År" og albummet Errol fra 1975.
En demooptagelse er inkluderet på ekstramateriale til dokumentarfilmen Eleganten Från Vidderna - Filmen Om Eddie Meduza.

## Tekst
Sangen handler om at komme hjem igen og finde tilbage til den fred og ro, den tilbyder.

## Dansk cover
Der er en dansk version af sangen, oversat af Claus Lyne, og Peter Belli da synger. Sangen får derefter navnet "Herhjemme" og er inkluderet på albummet Det Bli'r Aldrig Som Det Var I Gamle Dage fra 1975.